# フランク・ボーリック
フランク・チャールズ・ボーリック（Frank Charles Bolick , 1966年6月28日 - ）は、アメリカ合衆国ペンシルベニア州出身の元プロ野球選手（内野手）。右投両打。

## 来歴・人物
マウントカーメル高校、ジョージア工科大学を経て、1985年のMLBドラフト23巡目（全体の582番目）でミルウォーキー・ブルワーズから指名を受けるも契約せず、 1987年のMLBドラフト9巡目（全体の227番目）で再びミルウォーキー・ブルワーズから指名を受け契約。
1993年にモントリオール・エクスポズでメジャー初昇格。1994年からは再びマイナー生活に戻り、一時期は独立リーグでもプレーするが、1998年にアナハイム・エンゼルスでメジャー再昇格。
1999年、当時打力不足に陥っていた千葉ロッテマリーンズに期待の大砲として入団。しかし、キャンプでは不調で開幕は二軍スタートであった。二軍の試合に出場していた最中に一軍昇格が決定し、急いで駆けつけた4月14日の対オリックス・ブルーウェーブ戦で、徳元敏から来日初打席初本塁打を放つ（パ・リーグ史上20人目）という鮮烈のデビューを飾る。すると、翌日には延長10回裏にウィリー・バンクスから逆転サヨナラ2ランを放った。このように、ボーリックが本塁打を打った試合で、チームは22勝2敗1分けという圧倒的な勝率を残し、「ボーリック神話」と呼ばれた。但し、シーズン終盤には、あと1打席でパ・リーグタイ記録となる52打席連続無安打も記録している。来日前には三塁手を中心にしていたが、来日後は一塁手や指名打者としてのスタメン出場が多かったものの、ごくまれに三塁スタメンもあった。
2000年はシーズンを通しての活躍を見せる。打撃成績ベストテンに食い込む打率.296、前年を上回る29本塁打、102打点を記録。同年のオールスターゲームには指名打者部門でファン投票選抜され出場。
2001年には指名打者でベストナインを獲得した。同年7月9日に千葉マリンスタジアムで行われた対福岡ダイエーホークス戦で、ボーリックは10回裏3点ビハインドながら無死満塁という場面で打席に立ち、ダイエーの守護神・ロドニー・ペドラザに、バックスクリーン左に叩き込む逆転サヨナラ満塁本塁打を浴びせた（延長戦・3点ビハインドの状況からの逆転サヨナラ満塁本塁打はプロ野球史上初）。この試合は、一部で「ボーリックナイト」と呼ばれている。この試合では注文したバットが届かず、チームメイトのデリック・メイからバットを借りていた。
2002年は新ストライクゾーンの影響や左ひざの故障もあり不振に陥り、6月上旬に二軍落ち。8月下旬に一軍へ復帰した後は約一か月間四番打者を務め、その間の打率は.182ながら放った12安打中7本が二塁打、出塁率は.325と、一軍復帰時点で5位だったチーム順位を最終的に4位へ浮上させるのに一定の貢献をしたが、18試合で1本塁打6打点と打棒は完全には戻らず、9月下旬にはマリーンズからの退団が発表され、9月28日に帰国した。
ロッテ在籍中は退場処分を2回受けている。

## 詳細情報

### 年度別打撃成績
| 年 度    | 球 団    | 試 合 | 打 席 | 打 数 | 得 点 | 安 打 | 二 塁 打 | 三 塁 打 | 本 塁 打 | 塁 打 | 打 点 | 盗 塁 | 盗 塁 死 | 犠 打 | 犠 飛 | 四 球 | 敬 遠 | 死 球 | 三 振 | 併 殺 打 | 打 率 | 出 塁 率 | 長 打 率 | O P S |
| -------- | -------- | ----- | ----- | ----- | ----- | ----- | -------- | -------- | -------- | ----- | ----- | ----- | -------- | ----- | ----- | ----- | ----- | ----- | ----- | -------- | ----- | -------- | -------- | ----- |
| 1993     | MON      | 95    | 242   | 213   | 25    | 45    | 13       | 0        | 4        | 70    | 24    | 1     | 0        | 0     | 2     | 23    | 2     | 4     | 37    | 4        | .211  | .298     | .329     | .626  |
| 1998     | ANA      | 21    | 56    | 45    | 3     | 7     | 2        | 0        | 1        | 12    | 2     | 0     | 0        | 0     | 0     | 11    | 0     | 0     | 8     | 1        | .156  | .321     | .267     | .588  |
| 1999     | ロッテ   | 106   | 410   | 348   | 50    | 87    | 17       | 1        | 26       | 184   | 61    | 1     | 0        | 0     | 1     | 55    | 6     | 6     | 85    | 8        | .250  | .361     | .529     | .890  |
| 2000     | ロッテ   | 125   | 536   | 432   | 77    | 128   | 28       | 3        | 29       | 249   | 102   | 3     | 1        | 0     | 5     | 96    | 4     | 3     | 91    | 9        | .296  | .424     | .576     | 1.000 |
| 2001     | ロッテ   | 132   | 563   | 452   | 84    | 126   | 34       | 0        | 31       | 253   | 101   | 1     | 0        | 0     | 4     | 107   | 3     | 0     | 111   | 22       | .279  | .414     | .560     | .973  |
| 2002     | ロッテ   | 61    | 255   | 211   | 27    | 43    | 11       | 0        | 6        | 72    | 24    | 0     | 1        | 0     | 3     | 39    | 1     | 2     | 54    | 8        | .204  | .329     | .341     | .671  |
| MLB：2年 | MLB：2年 | 116   | 298   | 258   | 28    | 52    | 15       | 0        | 5        | 82    | 26    | 1     | 0        | 0     | 2     | 34    | 2     | 4     | 45    | 5        | .202  | .302     | .318     | .620  |
| NPB：4年 | NPB：4年 | 424   | 1764  | 1443  | 238   | 384   | 90       | 4        | 92       | 758   | 288   | 5     | 2        | 0     | 13    | 297   | 14    | 11    | 341   | 47       | .266  | .392     | .525     | .918  |

- 各年度の太字はリーグ最高

### 表彰
- ベストナイン：1回 （2001年）
- 月間MVP：1回（野手部門：2001年7月）

### 記録
NPB
- 初出場：1999年4月14日、対オリックス・ブルーウェーブ2回戦（千葉マリンスタジアム）、7回表に一塁手として出場
- 初打席・初安打・初本塁打・初打点：同上、8回裏に徳元敏から右越決勝2ラン　※史上38人目の初打席初本塁打
- 初先発出場：1999年4月15日、対オリックス・ブルーウェーブ3回戦（千葉マリンスタジアム）、6番・一塁手として先発出場
- 初盗塁：1999年4月27日、対西武ライオンズ4回戦（西武ドーム）、2回表に二盗（投手：松坂大輔、捕手：中嶋聡）
- オールスターゲーム出場：1回 （2000年）

### 背番号
- 28 （1993年 - 同年途中）
- 55 （1993年途中 - 同年終了）
- 32 （1998年）
- 7 （1999年 - 2002年）